# Nikol A-2
Nikol A-2 – polski prototypowy szkolny samolot–amfibia wybudowany w 1939 roku.

## Historia
W maju 1929 roku inż. Jerzy Nikol rozpoczął projektowanie samolotu–amfibii, był to jego osobisty projekt. W 1930 roku dokonano badań w tunelu aerodynamicznym w Warszawie kadłuba samolotu. W 1935 roku takim badaniom poddano modelu całego samolotu. Następnie własnym staraniem konstruktora projekt i obliczenia udało mu się zatwierdzić w Instytucie Badań Technicznych Lotnictwa w Warszawie. Konstruktor nadał mu wtedy nazwę Nikol A-2.
Nowym samolotem w 1935 roku zainteresowało się Kierownictwo Marynarki Wojennej, które zamierzało zastosować samolot-amfibię Nikol A-2 jako samolot pokładowy stawiacza min ORP „Gryf”. Inż. Jerzy Nikol opracował projekt katapulty umożliwiającej start amfibii z pokładu „Gryfa”. Także Morski Dywizjon Lotniczy chciał go używać jako samolot szkolny i patrolowy. Przewidywano, że samolot będzie też używany przez Rzeczną Eskadrę Lotniczą Flotylli Pińskiej.
Do budowy prototypu samolotu Nikol A-2 przystąpiono w warsztatach parku lotniczego MDL w Pucku w 1936 roku. Budowa prototypu trwała długo, ze względu na miejsce jego budowy i zakończona została dopiero w marcu 1939 roku. 
Pierwszy lot samolotu Nikol A-2 odbył się 4 marca 1939 roku, a próby w locie trwały do końca sierpnia 1939 roku. Pilotem doświadczalnym był bosm. pil. W. Kaczmarczyk. Do końca sierpnia ukończono cykl prób w locie oraz startów i lądowań z wody i wodowania.
Po wybuchu II wojny światowej samolot-amfibia Nikol A-2 1 września 1939 roku został ewakuowany z Pucka do portu wojennego na Helu, gdzie został zakotwiczony i zamaskowany. Tam został kilkakrotnie ostrzelany i uszkodzony w czasie bombardowań portu przez lotnictwo niemieckie.
Po zajęciu Helu przez Niemców, samolotem Nikol A-2 zainteresowało się lotnictwo niemieckiej marynarki wojennej i wywiozło go do Niemiec. Tam został wyremontowany i służył jako eksponat w bazie morskiej w Rostoku. Nadano mu fikcyjne znaki rejestracyjne D-GÖTZ.. Najprawdopodobniej został zniszczony w wyniku działań wojennych.

## Konstrukcja
Samolot Nikol A-2 był dwumiejscowym szkolnym samolotem-amfibią, grzbietopłatem o konstrukcji drewnianej. Podwozie Podwozie pływakowe – stałe, kołowe podnoszone za pomocą korby. Napęd: 1 silnik rzędowy chłodzony powietrzem 4-cylindrowy de Havilland Gipsy Major, śmigło pchające, trójłopatowe drewniane.
Kadłub o spodniej części łodziowej miał konstrukcję półskorupową, drewnianą i był kryty sklejką. Podzielono go na kilka grodzi wodoszczelnych. Z przodu w górnej części kadłuba znajdowała się zakryta kabina załogi z dwoma miejscami obok siebie, wyposażona w dwie sterownice i niezbędne przyrządy pokładowe. Osłona kabina była otwierana ze stałym wiatrochronem, istniała możliwość jej odrzucenia w przypadku awarii. Za kabiną umieszczono bagażnik, a za nim główny zbiornik paliwa o pojemności 200 l. Za skrzydłami wykonano na grzbiecie kadłuba hermetyczny właz do bagażnika, głównego zbiornika paliwa i pompy. Na końcu kadłuba zamocowano usterzenie klasyczne z dwoma usterzeniami pionowymi. Stateczniki kryte były sklejką, stery płótnem. 
Do środkowej części kadłuba przytwierdzono płat o konstrukcji drewnianej i kształcie trapezowym, wolnonośny, dwudźwigarowy, do tylnego dźwigara kryte był sklejką, a dalej płótnem. W środkowej części płata usytuowano zbiornik paliwa o pojemności 35 l.
Nad płatem w środkowej części zamontowano na łożu w kształcie piramidki z rurek stalowych i duralowych silnik rzędowy ze śmigłem pchającym.
Pływaki podskrzydłowe drewniane z przegrodami wodoszczelnymi były kryte sklejką i mocowane do skrzydeł za pomocą rurek stalowych. Podwozie kołowe główne, z kołami wyposażonymi w hamulce, było podnoszone do góry za pomocą korby i opuszczane pod własnym ciężarem.